# 黄懋澄
黃懋澄（19世纪?—20世纪?）字赞清，福建省平和县人，清朝及中华民国军事及政治人物。

## 生平
黃懋澄祖上黄梧获封一等海澄公。黃懋澄袭爵以“满汉世爵”任资政院议员。清朝末年他任直隶宣化镇总兵，在溥良之后曾署理察哈尔都统。中华民国成立后，他于1914年9月15日任多伦镇守使，任至1915年。